# Acontia aniluna
Acontia aniluna är en fjärilsart som beskrevs av Smith 1905. Acontia aniluna ingår i släktet Acontia och familjen nattflyn. Inga underarter finns listade i Catalogue of Life.